# Banco di San Giorgio
Banco di San Giorgio o també Ufficio di San Giorgio és una institució financera de l'antiga República de Gènova. És un dels bancs més antics d'Europa i potser del món juntament amb la Taula de Canvi de Barcelona. Fou fundat el 1407, quan Gènova era una important república marítima, i fou força actiu en la baixa edat mitjana.
L'antiga seu social era situada al Palau de San Giorgio, edifici històric construït en segle xiv sota la direcció de Simone Boccanegra, aleshores dux de Gènova. Actualment és l'oficina de les autoritats portuàries de Gènova. Situat a la vora del centre de al ciutat, del port vell i de l'aquari, obre periòdicament les seves portes al públic i fa exposicions sobre història de la ciutat.

## Organització
Un cert nombre de famílies genoveses dominants es van veure implicades en l'establiment i el govern de la banca, principalment la família Grimaldi. El banc era dirigit per quatre cònsols, que administraven les seves finances i dirigien les inversions. El fet que les oligarquies dominaven la república influïa en la política bancària, de tal manera que era difícil de determinar els límits de la influència de la banca sobre el govern.

## Operacions
Varen regir directament o indirecta nombrosos territoris d'ultramar sota administració genovesa. El 1453 la república els encarregà la gestió de Còrsega, Crimea, Gazaria i altres possessions. Tot i això, a partir de finals del segle XV la república va reprendre gradualment el control dels territoris cedits al banc. La península de Taman restà sota el control de la família De Ghisolfi, però els seus prínceps havien de retre comptes al banc.
El Banc va prestar considerables sumes de diners a nombrosos dirigents europeus en els segles XV i XVI, obtenint així força influència. Els Reis Catòlics tenien comptes oberts al Banc, de la mateixa manera que Cristòfol Colom. Carles I d'Espanya era força endeutat amb el banc durant bona part del regnat. Nicolau Maquiavel afirmà que la dominació de la banca sobre Gènova feia possible la creació d'una república més memorables que la de Venècia.
En el segle xvii el banc es va implicar fortament en el comerç marítim, i després d'un temps, va concórrer en empreses com la Companyia Holandesa de les Índies Orientals i la Companyia Anglesa de les Índies Orientals.